# Pampusana erythroptera
La paloma perdiz de Tuamotu (Pampusana erythroptera) es una especie de ave columbiforme de la familia Columbidae endémica de las Tuamotu, de la Polinesia Francesa. Es un ave en peligro crítico de extinción cuya presencia solo se ha registrado actualmente en los atolones de Matureivavao, Rangiroa, Tenararo, Morane, Vahanga y quizás Tikehau. Su hábitat natural es el bosque tropical, especialmente con Pandanus tectorius, Pisonia grandis y matorrales, pero también se ha detectado en las zonas de matorral denso que crecen bajo los cocoteros. Está amenazada por la pérdida de hábitat y la depredación de especies introducidas como los gatos y las ratas. Se estima que la población total es de unos 100-120 individuos y ya ha desaparecido de varias islas que ocupaba anteriormente.

## Taxonomía
La paloma perdiz de Tuamotu fue descrita científicamente en 1789 por Johann Friedrich Gmelin como Columba erythroptera. El holotipo fue recolectado en la isla de Moorea de las islas de la Sociedad. La paloma perdiz de Tuamotu forma una superespecie con sus parientes vivos más cercanos, las palomas perdiz pechiblanca, de las Carolinas y de la Marianas. Esta superespecie está cercanamente emparentado con las palomas perdiz de las Fiyi, de Santa Cruz y de las Salomón.
Se han descrito varias formas de paloma perdiz de Tuamotu en varias de las islas y atolones que forman su área de distribución, pero los especímenes originales se han perdido y solo quedan representaciones pintóricas de ellas, y algunas de estas subespecies propuestas podrían no ser correctas. Solo se reconocen generalizadamente dos subespecies. La subespecie nominal, Pampusana erythroptera erythroptera, fue descrita por Gmelin en 1789 y originalmente se encontraba en Tahití, Moorea, Maria Est, Marutea Sud, Matureivavao, Rangiroa, Tenararo, Tenarunga y Vanavana. Una segunda subespecie, P. e. pectoralis, descrita en 1848 por Titian Peale a partir de un espécimen hembra recolectado en Arakita se considera inválida. Sin embargo sí se considera válida  G. e. albicollis, que fue descrita por Tommaso Salvadori en 1892, a la que pertenecen las aves de Hao, Hiti y probablemente Tahanea. Se ha sugerido que esta subespecie podría ser únicamente una variante de color, pero esa objeción no se acepta generalizadamente. En el resto de islas la paloma perdiz de Tuamotu solo se conoce a partir de ejemplares hembras, y por ello no pueden asignarse a otras ninguna subespecie.

## Descripción

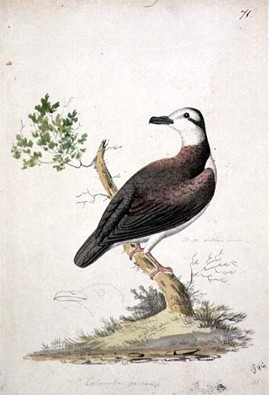
Ilustración de un espécimen de Moorea por William Ellis, en los años 1770.

La paloma perdiz de Tuamotu es una paloma terrestre pequeña y rechoncha que presenta dimorfismo sexual. El macho de la subespecie nominal tiene la frente las mejillas, la garganta y el pecho blancos. Su píleo, nuca y lista postocular son grises. El plumaje del resto de partes superiores son de color gris verdoso oscuro, con iridiscencias violácesas o rojizas en la parte posterior del cuello y las coberteras de las alas. Sus partes inferiores son negruzcas. Los machos de la subespecie albicollis tienen la cabeza completamente blanca. Las hembras de ambas subespecies tienen el mismo aspecto, su plumaje en general es de color castaño rojizo vivo con matices rojizos o purpúreos intendos en el píleo, cuello y las coberteras de las alas. Su manto, espalda, obispillo y las coberteras interiores de las alas son de color oliváceo oscuro, y tienen una mancha clara en el pecho. Estos tonos suelen perder intensidad debido al desgaste. Los juveniles de paloma perdiz de Tuamotu son en general rojizos, con muchas plumas con los bordes canea rojizos. Las partes blancas de su cara y partes inferiores están manchados con gris. Los machos juveniles pueden distinguirse de las hembras juveniles por la ausencia de la mancha negra en el pecho y los bordes púrpura de las plumas de su zona escapular y coberteras menores. Los adultos miden entre 23,5 y 26 cm de largo y pesa de 105 a 122 g. El iris de la paloma perdiz de Tuamotu es castaño y su pico es negro. Sus paas son de color negruzco violáceo.
La llamada de la paloma perdiz de Tuamotu se ha descrito como un gemido ronco y grave.

## Distribución y hábitat
La paloma perdiz de Tuamotu se encontró originalmente tanto en el archipiélago Tuamotu como en las islas de la Sociedad. Ha desaparecido de las islas de la Sociedad donde se encontraba, Tahití y Moorea. En las Tuamotu se encuentra en Arakita, Hao, Hiti, Maria Est, Marutea Sud, Matureivavao, Rangiroa, Tenararo, Tenarunga y Vanavana. Además, informes locales indican que probablemente también vivían en Fakarava, Katiu, Makemo, Manihi, Tahanea, Tikehau, y Tuanake, aunque no se han recolectado especímenes de esas islas.
Originalmente la paloma perdiz de Tuamotu habitaba en las islas volcánicas montañosas y los atolones e islotes y cercanos. Pero la introducción de gatos asilvestrados y ratas erradicó a las palomas perdiz de Tuamotu de las islas volcánicas. En los islotes y los atolones vive en los bosques con sotobosque bien desarrollado, con matorrales densos, helechos y hierbas, en zonas de matorral bajo denso, y en bosquetes de Pandanus con vegetación de suelo dispersa.

## Ecología y comportamiento
La paloma perdiz de Tuamotu es una paloma terrestre y esquiva. Se alimenta principalmente escarbando para encontrar en el suelo semilla de plantas como Morinda y Tournefortia, también se alimenta en los árboles y arbustos, donde come brotes de Portulaca, las semillas de Digitaria, y hojas de Euphorbia. La paloma perdiz huye de una forma similar a las perdices aunque sus alas producen un zumbido característico. Se sabe poco del comportamiento reproductor de la especie, pero se han avistado juveniles entre enero y abril.

## Estado de conservación
La paloma perdiz de Tuamotu en el pasado era abundante en la mayoría de las islas donde habitaba. Como esta especie no tenía depredadores mámiferos nativos es muy vulnerable a la introducción de los gatos asilvestrados y las ratas. La paloma perdiz de Tuamotu se extinguió localmente al poco de llegar los europeos en la mayoría de las islas, aunque se cree que su población ya era precaria en esa época. Desde 1950, la paloma perdiz de Tuamotu solo ha sido registrada en dos islas, se han recolectado tres especímenes de Matureivavao, mientras que se ha descubierto que en el atolón de Rangiroa albergaba una pequeña población de 12 a 20 individuos en dos de sus islas en 1991. Se cree que se ha extinguido en las islas de la Sociedad y ha desaparecido de la mayor parte de su área de distribución en las Tuamotu. Sin embargo, raramente son visitadas por ornitólogos, y se necesita explorar muchos islotes pequeños para determinar si alberga alguna población superviviente de paloma perdiz de Tuamotu. Además el censo de los años 1970 no encontró las palomas perdiz del atolón de Rangiroa, lo que indica que pueden no haberlas detectado en otros islotes. Además de los depredadores introducidos su principal amenaza actualmente es la posible subida del nivel del mar en los atolones tan bajos donde sobrevive.